# Chronicles of Terror
Chronicles of Terror è un archivio Internet digitale istituito dal Centro di ricerca sui totalitarismi Witold Pilecki nell'agosto 2016. Inizialmente, forniva l'accesso alle deposizioni dei cittadini polacchi che dopo la seconda guerra mondiale furono intervistati come testimoni davanti all'Istituto della memoria nazionale (IPN). Dal 17 settembre 2017 il database presenta anche i resoconti dei polacchi vittime delle repressioni perpetrate dal totalitarismo sovietico.

## Storia
La Commissione per le indagini sui crimini tedeschi in Polonia, istituita nel 1945, ha documentato i crimini tedeschi commessi durante la seconda guerra mondiale, ha condotto le indagini e pubblicato i risultati delle sue attività. La commissione era attiva su tutto il territorio nazionale.
I compiti della commissione, il cui ambito si è ampliato al terrore comunista, sono stati assunti dalla divisione investigativa dell'Istituto della memoria nazionale nel 1998. Anche la documentazione della commissione, comprese le testimonianze, è stata trasferita agli archivi dell'istituto. 
Agendo sulla base di un accordo dell'11 febbraio 2016, l'IPN ha iniziato a presentare le copie digitali di tali materiali con l'obiettivo di renderle disponibili su Internet. Il sito web Chronicles of Terror è stato presentato per la prima volta il 4 agosto 2016, fornendo inizialmente l'accesso a un database contenente più di 500 testimonianze fornite davanti alla commissione.
Il 25 gennaio 2017, il Witold Pilecki Center for Totalitarian Studies ha firmato un accordo con l'Hoover Institution, in base al quale Chronicles of Terror sarebbe stato integrato da deposizioni relative ai crimini comunisti, tratte dagli archivi dell'Esercito di Anders. Dopo la seconda guerra mondiale, i documenti contenenti i resoconti dei polacchi, sia i soldati che i civili che lasciarono l'Unione Sovietica insieme all'esercito polacco, furono depositati presso la Biblioteca di Hoover, poiché si temeva che potessero essere sequestrati dalle autorità comuniste.

## Database delle testimonianze e raccolte
L'archivio contiene quasi 4000 deposizioni, di cui la maggior parte sono disponibili anche in lingua inglese. 
I resoconti che descrivono i crimini commessi durante la seconda guerra mondiale a Varsavia e nei suoi dintorni furono pubblicati per primi. Il database contiene anche le deposizioni fatte dagli ex prigionieri sopravvissuti nei campi di sterminio e di concentramento. Si prevede un suo progressivo ampliamento con l'inserimento di altre testimonianze su fatti accaduti in altre località.
Nella primavera del 2017 ha pubblicato più di 500 deposizioni raffiguranti il terrore tedesco nella regione di Kielce, seguite nell'ottobre 2017 dai resoconti che descrivono i crimini commessi dagli invasori nella regione di Radom. 

### Auschwitz
Il database contiene le deposizioni relative al complesso dei campi tedeschi di Oświęcim. Queste testimonianze includono i resoconti sia dei prigionieri del campo di concentramento stesso che del campo di sterminio di Auschwitz-Birkenau. Alcuni di essi descrivono gli esperimenti medici effettuati sui detenuti e sul destino dei membri del Sonderkommando.

### Esecuzioni in strada nella Varsavia occupata
Chronicles of Terror contiene circa 100 testimonianze relative alle esecuzioni in strada che venivano regolarmente eseguite nella Varsavia occupata. I resoconti includono le deposizioni fatte sia dai testimoni oculari che dai familiari delle vittime. Le testimonianze selezionate sono state raggruppate nella raccolta Reign of Terror – Executions in the Streets of Warsaw.

### Pawiak
L'archivio ha in suo possesso anche una dozzina di deposizioni lasciate dalle ex detenute di Pawiak, comprese quelle del suo reparto femminile, la cosiddetta Serbia. Queste testimonianze descrivono le condizioni esistenti nella prigione, i metodi di tortura utilizzati e gli omicidi commessi all'interno delle sue mura. Una parte di esse è stata raccolta nella collezione intitolata Pawiak – The Warsaw Execution Site.

### Massacro di Ochota
Nel database sono disponibili più di 30 deposizioni dedicate al massacro di Ochota. Tra questi ci sono i resoconti dei dipendenti del Radium Institute: Antoni Borowiecki, Bronisława Mazurkiewicz e Józef Laskowski, furono testimoni oculari dei crimini commessi nella struttura. Il sito web presenta anche le deposizioni fatte da Karol Cugowski, Józef Górski e Lucjan Majchrzak, sopravvissuti alle esecuzioni di massa perpetrate in via Grójecka nonostante abbiano subito diverse ferite da arma da fuoco. 
Gli omicidi e gli stupri commessi nello Zieleniak sono stati citati, tra gli altri, nel racconto di Kazimierz Sucharzewski, costretto dai carnefici ad assistere al rogo dei corpi delle vittime, e nel racconto di un ufficiale dell'esercito nazionale, Fryderyk Korsak-Bartonezz. Romuald Jakubowski e Maria Lachert, a loro volta, hanno assistito all'omicidio dei feriti da parte delle unità tedesche negli ospedali da campo. 
I restanti resoconti contengono descrizioni di crimini commessi, tra gli altri, a Kolonia Lubeckiego, Kolonia Staszica e la cosiddetta Reduta Wawelska (fortezza di Wawelska). Le deposizioni selezionate sono state raggruppate nella raccolta intitolata Ochota Massacre – The Suffering of the District.

### Massacro di Wola
Il database contiene più di 100 deposizioni riguardanti il massacro di Wola. Tra di loro c'è la testimonianza di Janina Rozińska, ferita da una granata durante l'esecuzione di massa eseguita al deposito di tram in via Młynarska, e di Wiesława Chełmińska, che, nonostante sia stata uccisa, è sopravvissuta alla serie di omicidi perpetrati in precedenza all'Ospedale San Lazzaro. Wacław Dąbrowski e padre Bernard Filipiuk sono sfuggiti alla morte e hanno potuto descrivere la sparatoria di massa effettuata all'angolo delle strade Górczewska e Zagłoby, e anche i crimini perpetrati all'ospedale Wolski in via Płocka. A sua volta, il racconto di Wanda Lurie (che all'epoca era incinta di otto mesi) si riferisce all'esecuzione condotta nella fabbrica Ursus in Wolska Street 55, durante la quale perse tre figli e lei stessa subì numerose ferite. 
Infine, Kazimierz Gębczyński ha fornito una testimonianza sui crimini commessi in via Staszica 15, dove lui stesso ha ricevuto una ferita da arma da fuoco. La banca dati contiene anche i conti dei membri del cosiddetto Verbrennungskommando (Wacław Dziewulski, Mieczysław Gurbiel, Witold Guzikowski, Mieczysław Miniewski, Stanisław Turek e Franciszek Zasada), che furono costretti dai tedeschi ad assistere al rogo dei corpi delle vittime. Le restanti deposizioni si riferiscono, tra l'altro, ai crimini perpetrati dalle unità tedesche nella fabbrica di Franaszek, nel parco Sowińskiego e nell'area di via Wolska e di via Górczewska. Una parte di questi è stata raggruppata in una collezione speciale intitolata Genocide in Wola – a district sentenced to death.

### Campo di sterminio di Treblinka
Il database delle testimonianze include più di 30 deposizioni che descrivono il funzionamento di questo campo di sterminio. I resoconti degli ex detenuti sono stati integrati con quelli dei dipendenti delle ferrovie e dei testimoni dei trasporti in arrivo a Treblinka. Una selezione è stata incorporata nel lotto intitolato Treblinka – a complex for the extermination of the Polish Jews.

### Delitti commessi nel distretto di polizia
Sono presenti alcune dozzine di deposizioni riguardanti i crimini perpetrati nel "Distretto di polizia" durante la rivolta di Varsavia. Tra gli altri, riportano le esecuzioni di massa avvenute all'aperto nell'asilo di via Bagatela, tra le rovine del padiglione dell'Ispettorato generale delle forze armate e nella farmacia di Anc, e anche gli eventi avvenuti nel palazzo della Gestapo a Viale Szucha. I testimoni includono le donne che furono usate dai tedeschi per fungere da scudi umani per i loro carri armati. 
Le deposizioni selezionate sono state raccolte nella raccolta intitolata Crimes in the "Police District" – Tragedy of Insurgent Warsaw.

### Gulag e deportati
Questa sezione contiene le deposizioni di persone che furono arrestate e condannate a pene detentive nei campi di lavoro forzato correttivo sovietici. Forniscono le descrizioni grafiche dei brutali metodi di interrogatorio utilizzati dall'NKVD, delle condizioni esistenti nelle prigioni e nei campi sovietici e del lavoro massacrante che i detenuti sono stati costretti a svolgere. Molti dei testimoni hanno anche descritto come sono stati liberati sulla base dell'amnistia e in quale modo siano riusciti a raggiungere l'esercito di Anders.
Una sezione separata contiene le testimonianze di persone che furono deportate in Unione Sovietica negli anni 1940-1941 sulla base delle decisioni amministrative emesse dall'NKVD. Questi erano principalmente i "nemici del popolo", come vennero definiti dalle autorità sovietiche, cioè coloni militari, silvicoltori, dipendenti pubblici e membri delle loro famiglie. I deportati hanno descritto le condizioni che sono stati costretti a sopportare durante il trasporto e nei luoghi di destinazione. Numerose deposizioni descrivono l'incredibile povertà che hanno dovuto affrontare durante l'esilio. Alcuni contengono informazioni sui rapporti tra gli stessi espulsi e anche sui loro contatti con la popolazione locale.

### Soldati polacchi in prigionia sovietica
Questo gruppo di deposizioni fu scritto dai soldati polacchi che in seguito all'invasione della Polonia nel settembre 1939 furono detenuti dai sovietici come prigionieri di guerra e finirono nei campi di prigionia dell'NKVD o nei campi di lavoro forzato per prigionieri di guerra. I loro resoconti forniscono una descrizione della vita nei campi, delle tecniche di interrogatorio e dei metodi utilizzati dall'NKVD per trasformare i prigionieri in informatori e presentano anche gli strumenti della propaganda comunista applicati contro i prigionieri di guerra polacchi. Dopo l'amnistia, la maggior parte di questi testimoni si arruolò nell'esercito di Anders.